# Stazione di Yudakōgen
La stazione di Yudakōgen (ゆだ高原駅?, Yudakōgen-eki) è una fermata ferroviaria della cittadina di Nishiwaga, nella prefettura di Iwate della regione del Tōhoku, servita dai treni locali della linea Kitakami.

## Linee
East Japan Railway Company
■ Linea Kitakami

## Struttura
La fermata dispone di una piccola sala di attesa lungo un marciapiede servente un unico binario passante, utilizzato per entrambe le direzioni di marcia.
L'edificio contiene anche una piccola biblioteca per lo scambio di libri e manga dei pendolari.

## Stazioni adiacenti
| «              | Servizio       | »              |
| Linea Kitakami | Linea Kitakami | Linea Kitakami |
| -------------- | -------------- | -------------- |
| Hottoyuda      | Locale, Rapido | Kurosawa       |